# 杜榮
杜榮（1441年—？），字世□，山西大同府應州人，軍籍，明朝政治人物。進士出身。

## 生平
早年出身國子生，山西鄉試第□十九名。成化十四年（1478年）戊戌科會試第一百一十六名，殿試登進士第三甲第二百一十九名。官至太僕寺丞，弘治九年（1496年）考察去職。

## 家族
曾祖父杜□弼。祖父杜賢，曾任倉副使。父亲杜□，曾任陰陽典術。母宋氏，继母馮氏。慈侍下。弟杜華。娶逯氏。